# Authie (Calvados)
Authie és un municipi francès situat al departament de Calvados i a la regió de Normandia. L'any 2007 tenia 1.349 habitants.

## Demografia

### Població
El 2007 la població de fet d'Authie era de 1.349 persones. Hi havia 460 famílies de les quals 58 eren unipersonals (19 homes vivint sols i 39 dones vivint soles), 139 parelles sense fills, 232 parelles amb fills i 31 famílies monoparentals amb fills.
La població ha evolucionat segons el següent gràfic:
Habitants censats

### Habitatges
El 2007 hi havia 476 habitatges, 463 eren l'habitatge principal de la família, 2 eren segones residències i 11 estaven desocupats. 449 eren cases i 24 eren apartaments. Dels 463 habitatges principals, 397 estaven ocupats pels seus propietaris, 64 estaven llogats i ocupats pels llogaters i 3 estaven cedits a títol gratuït; 8 tenien una cambra, 8 en tenien dues, 42 en tenien tres, 65 en tenien quatre i 341 en tenien cinc o més. 404 habitatges disposaven pel capbaix d'una plaça de pàrquing. A 160 habitatges hi havia un automòbil i a 293 n'hi havia dos o més.

### Piràmide de població
La piràmide de població per edats i sexe el 2009 era:
| Homes | Edats   | Dones |
| ----- | ------- | ----- |
| 0     | 95 o +  | 4     |
| 4     | 90 a 94 | 4     |
| 0     | 85 a 89 | 0     |
| 4     | 80 a 84 | 8     |
| 4     | 75 a 79 | 0     |
| 20    | 70 a 74 | 24    |
| 8     | 65 a 69 | 20    |
| 24    | 60 a 64 | 20    |
| 24    | 55 a 59 | 32    |
| 44    | 50 a 54 | 32    |
| 48    | 45 a 49 | 48    |
| 36    | 40 a 44 | 52    |
| 48    | 35 a 39 | 48    |
| 32    | 30 a 34 | 24    |
| 16    | 25 a 29 | 20    |
| 16    | 20 a 24 | 16    |
| 52    | 15 a 19 | 40    |
| 60    | 10 a 14 | 32    |
| 44    | 5 a 9   | 40    |
| 24    | 0 a 4   | 36    |

## Economia
El 2007 la població en edat de treballar era de 902 persones, 643 eren actives i 259 eren inactives. De les 643 persones actives 616 estaven ocupades (311 homes i 305 dones) i 27 estaven aturades (19 homes i 8 dones). De les 259 persones inactives 71 estaven jubilades, 144 estaven estudiant i 44 estaven classificades com a «altres inactius».

### Ingressos
El 2009 a Authie hi havia 481 unitats fiscals que integraven 1.460,5 persones, la mediana anual d'ingressos fiscals per persona era de 23.483 €.

### Activitats econòmiques
Dels 43 establiments que hi havia el 2007, 1 era d'una empresa extractiva, 1 d'una empresa alimentària, 2 d'empreses de fabricació d'altres productes industrials, 9 d'empreses de construcció, 11 d'empreses de comerç i reparació d'automòbils, 2 d'empreses de transport, 1 d'una empresa d'hostatgeria i restauració, 3 d'empreses financeres, 1 d'una empresa immobiliària, 3 d'empreses de serveis, 7 d'entitats de l'administració pública i 2 d'empreses classificades com a «altres activitats de serveis».
Dels 11 establiments de servei als particulars que hi havia el 2009, 1 era una oficina bancària, 1 taller de reparació d'automòbils i de material agrícola, 3 paletes, 1 fusteria, 1 lampisteria, 2 electricistes, 1 perruqueria i 1 agència immobiliària.
L'únic establiment comercial que hi havia el 2009 era una fleca.
L'any 2000 a Authie hi havia 9 explotacions agrícoles que ocupaven un total de 405 hectàrees.

## Equipaments sanitaris i escolars
Els 2 equipaments sanitaris que hi havia el 2009 eren ambulàncies.
El 2009 hi havia una escola elemental.

## Poblacions més properes
El següent diagrama mostra les poblacions més properes.